# Breštane
Breštane es una localidad de Croacia en el municipio de Udbina, condado de Lika-Senj.

## Geografía
Se encuentra a una altitud de 798 m s. n. m. a 252 km de la capital nacional, Zagreb.

## Demografía
En el censo 2011 el total de población de la localidad fue de 5 habitantes.
| Gráfica de población de Breštane 1857-2011                          |
|                                                                     |
| Según los censos de población de la oficina estadística de Croacia. |